# Therese Giehse

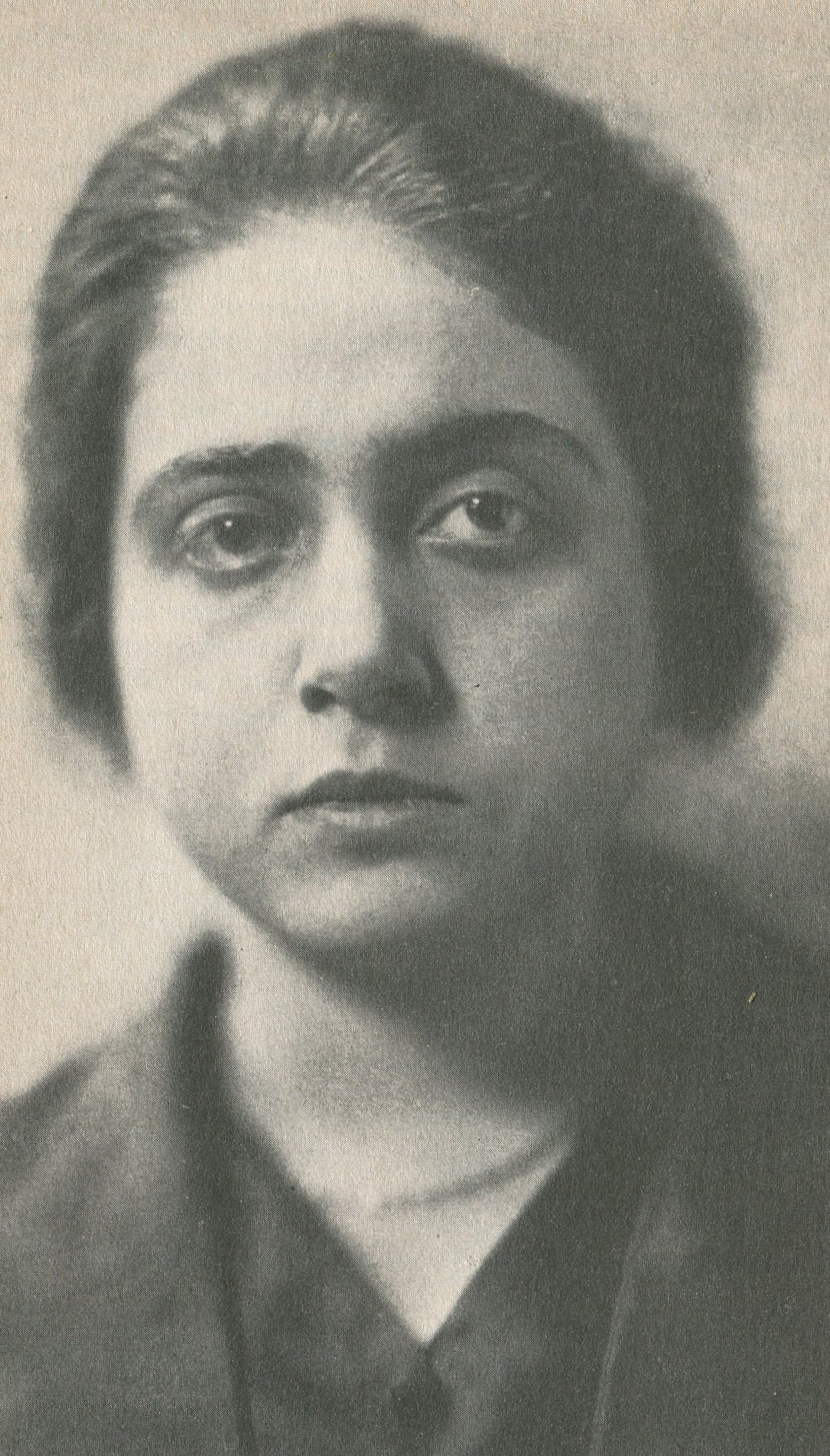
Therese Giehse, 1919

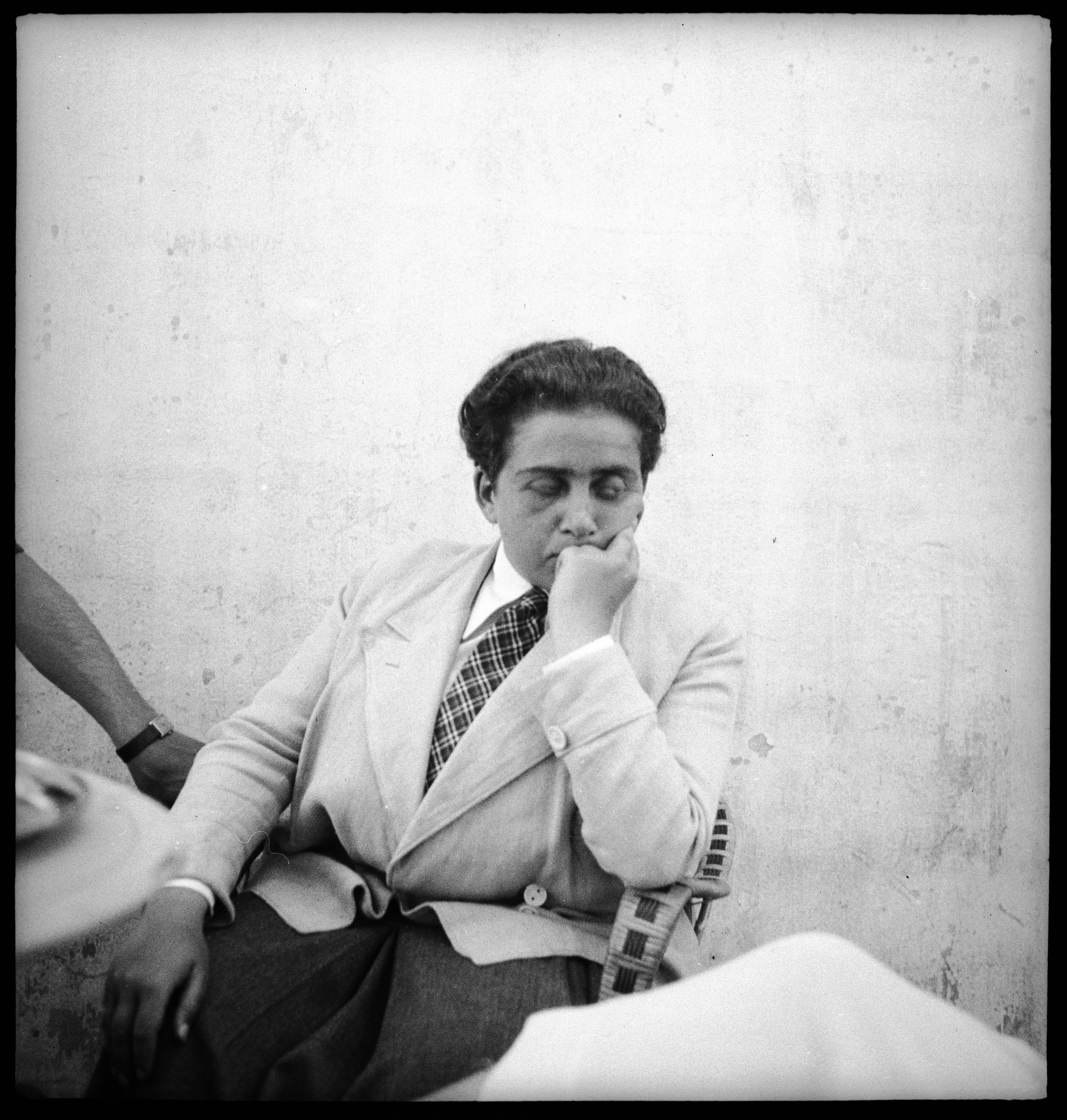
Therese Giehse, Foto von Annemarie Schwarzenbach, 1933

Therese Giehse, geborene Therese Gift (* 6. März 1898 in München; † 3. März 1975 ebenda), war eine deutsche Schauspielerin und Kabarettistin, 1933 Mitbegründerin des politischen Kabaretts Die Pfeffermühle in der Bonbonniere in München sowie Hauptdarstellerin in den Uraufführungen von Mutter Courage und ihre Kinder und Der Besuch der alten Dame, 1941 und 1956 im Schauspielhaus Zürich. Sie gilt als die bekannteste und neben Helene Weigel die beste Interpretin von Bertolt Brechts Werk.

## Leben

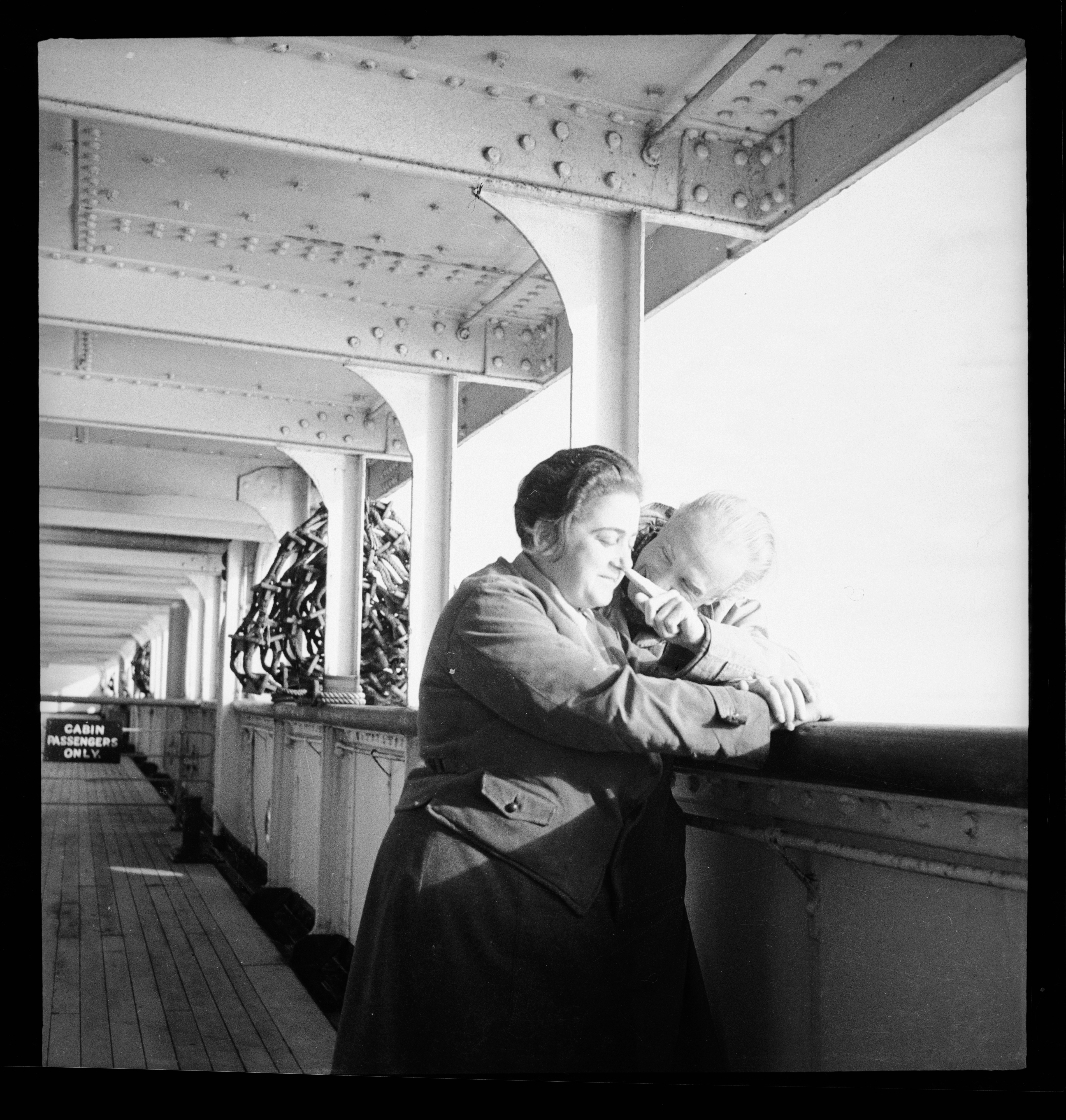
Therese Giehse und Magnus Henning auf der Rückfahrt von Amerika, Foto von Annemarie Schwarzenbach, 1936

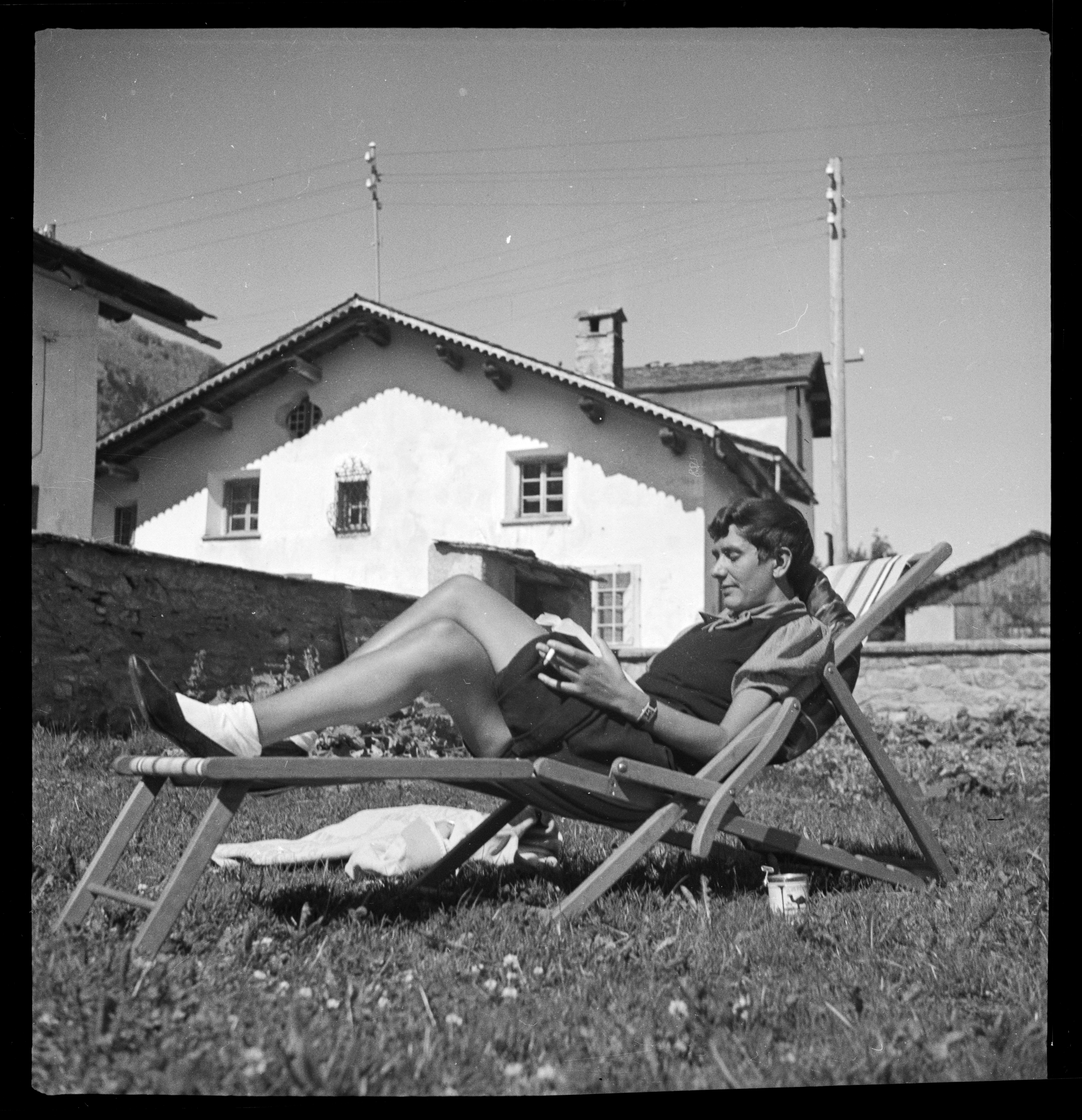
Erika Mann vor dem Haus Jäger, Sils (rätoromanisch: Chesa Jäger, Segl), Foto von Annemarie Schwarzenbach, 1936

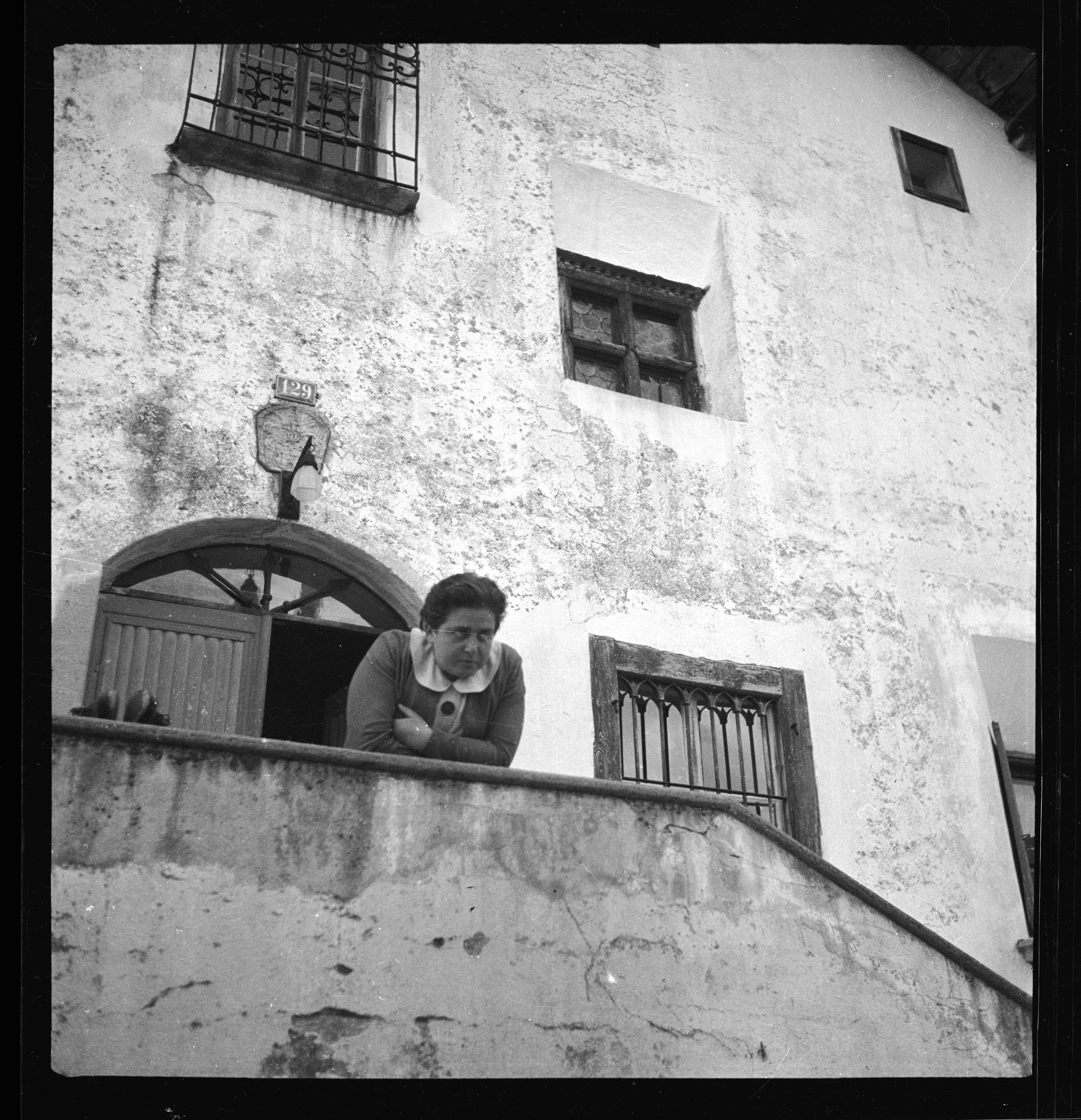
Therese Giehse vor der Chesa Salis, Sils, Foto von Annemarie Schwarzenbach, 1936

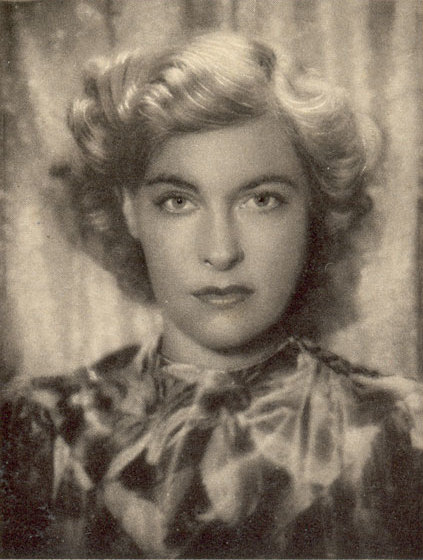
Marianne Hoppe, 1935

### Entwicklung, Wirken und Familie
Therese Gift kam 1898 als jüngstes von fünf Geschwistern des jüdischen Kaufmannsehepaars Gertrude und Salomon Gift zur Welt. Sie wurde nicht jüdisch-orthodox, sondern liberal erzogen und entwickelte eine entschiedene Skepsis gegenüber Religionen. In der Zeit, als sie die Volksschule auf dem Sankt-Anna-Platz besuchte, war sie den damals verbreiteten antisemitischen Beschimpfungen ausgesetzt und empfand diese als abgrenzend und entwürdigend: „Ich war dick und rothaarig und hatt’ den Herrn Jesus umgebracht“. Der Verlust des Vaters 1911 und der Beginn des Ersten Weltkriegs 1914 waren prägsame Einschnitte in ihrer Kindheit, die Auswirkungen auf ihre Familie hatten. Ihre Brüder dienten an der Front und wollten als Juden einen Beitrag für die Verteidigung ihres Vaterlandes leisten. Aufgrund ihrer Erfahrungen im Ersten Weltkrieg wurde Therese Giehse später zu einer überzeugten Pazifistin. Schon früh reifte in ihr der Wunsch, Schauspielerin zu werden, also stellte sie sich 1915 bei Albert Steinrück mit dem Gedicht Belsazar von Heinrich Heine vor. Steinrück entschied: „viel weniger dick als begabt“ und eröffnete ihr damit die Ausbildung bei der damals bekannten Schauspiellehrerin Toni Wittels-Stury.
Von 1918 bis 1920 nahm sie Schauspielunterricht bei Tony Wittels-Stury. 1920 nahm sie den Künstlernamen Giehse an. Ihre Saison-Engagements von 1920 bis 1926 („meine Lernjahre“) führten sie durch die Provinz: Siegen/Westfalen, Gleiwitz/Oberschlesien, Landshut/Niederbayern, die Bayerische Landesbühne, Breslau bei Paul Barney. Von 1926 bis 1933 war sie Mitglied an den Münchner Kammerspielen bei Otto Falckenberg. Als sie dort 1928 in Eugen Ortners Drama Meier Helmbrecht auftrat, lobte man sie als „eine genialische Natur von saftigster Gestaltungskraft“.
Giehse gründete im Januar 1933 in München zusammen mit dem Musiker Magnus Henning, ihrer Lebensgefährtin Erika Mann und deren Bruder Klaus Mann (der ihr später seinen Roman Mephisto widmete) das Kabarett Die Pfeffermühle. Mit diesem emigrierte sie im März 1933, da sie als Jüdin und politisch links stehende Künstlerin mit der Verfolgung durch die Nationalsozialisten, nach der Absetzung der bayerischen Regierung Held am 9. März durch die Nazis, rechnen musste. Erste Station ihrer Flucht war Zürich. Danach verlief ihr Fluchtweg von 1934 bis 1936 über Belgien, die Niederlande, Luxemburg und Österreich bis in die Tschechoslowakei. Am 26. April 1936 erlebte die Pfeffermühle ihre 1000. Vorstellung in Amsterdam.

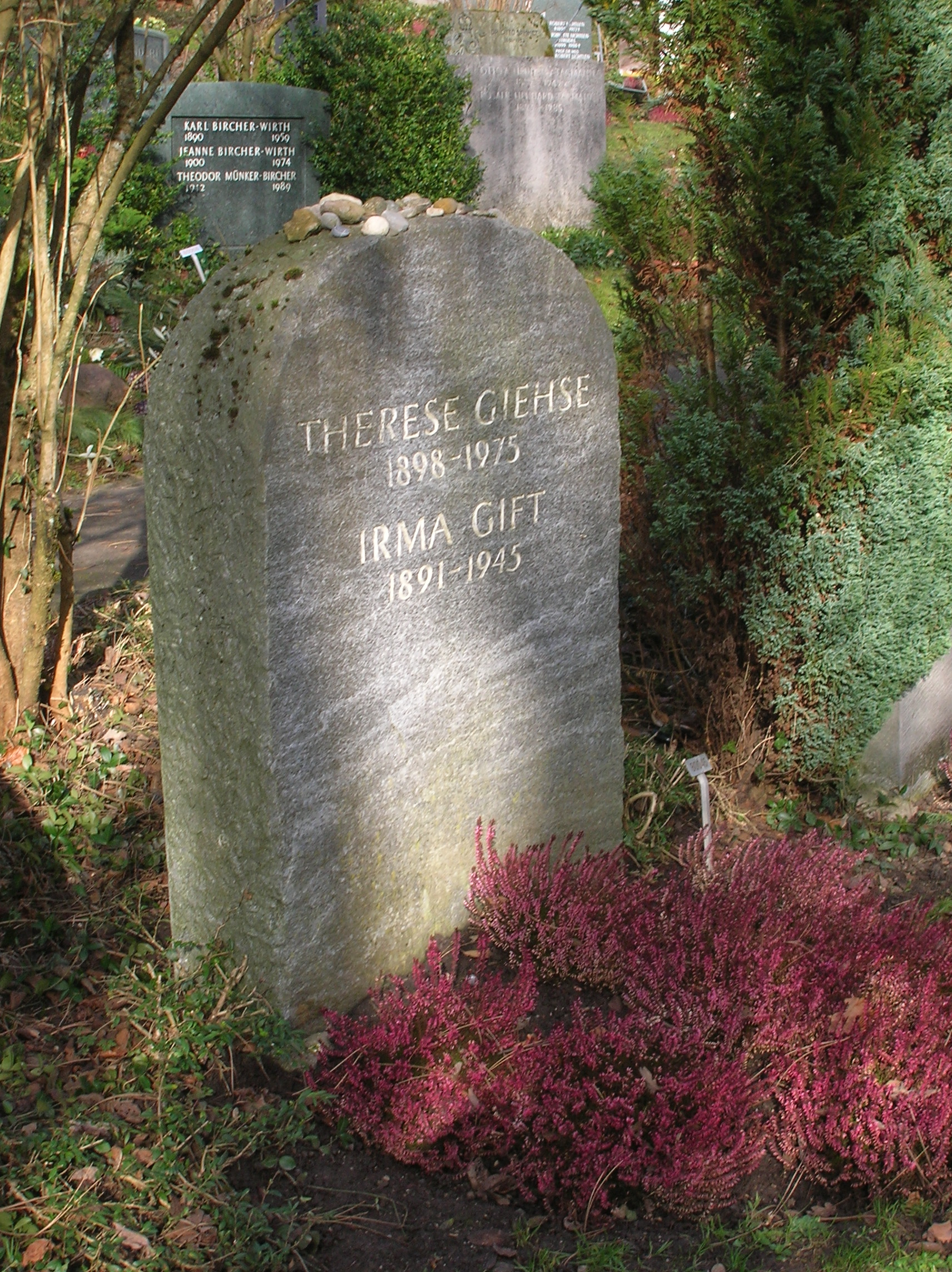
Grabstätte von Therese Giehse und ihrer Schwester Irma Gift, Friedhof Fluntern, Zürich

Am 20. Mai 1936 heiratete die lesbische Giehse den homosexuellen englischen Schriftsteller John Hampson (1901–1955), um auf diese Weise einen britischen Pass zu erhalten und so dem Zugriff der Nationalsozialisten entgehen zu können. 1937 wurden in Amerika begonnene Aufführungen der „Peppermill“ nach kurzer Zeit wegen Erfolglosigkeit wieder eingestellt. Sie kehrte an das Zürcher Schauspielhaus zurück, dem sie ihr Leben lang treu blieb. Nach 1945 stand sie in München, Berlin, Salzburg und auch in Wien auf der Bühne.
Nach dem Krieg pflegte Giehse eine Liebesbeziehung zu der Schauspielerin Marianne Hoppe.
Als zeitweiliges Mitglied des Berliner Ensembles von Bertolt Brecht war Giehse nach dem Krieg eine gefragte Interpretin seiner Werke. So erschien ihr Rezitations-Abend Ein Bertolt Brecht-Abend mit Therese Giehse auf mehreren Schallplatten sowohl in der Bundesrepublik Deutschland als auch in der DDR.
Therese Giehse starb 1975 drei Tage vor ihrem 77. Geburtstag in München. Während der Gedenkfeier in den Münchner Kammerspielen starb der Regisseur Paul Verhoeven an Herzversagen nach den ersten Sätzen seines Nachrufs auf Giehse. Therese Giehse wurde auf ihren eigenen Wunsch auf dem Friedhof Fluntern in Zürich begraben.

### Wichtige Engagements und Rollen

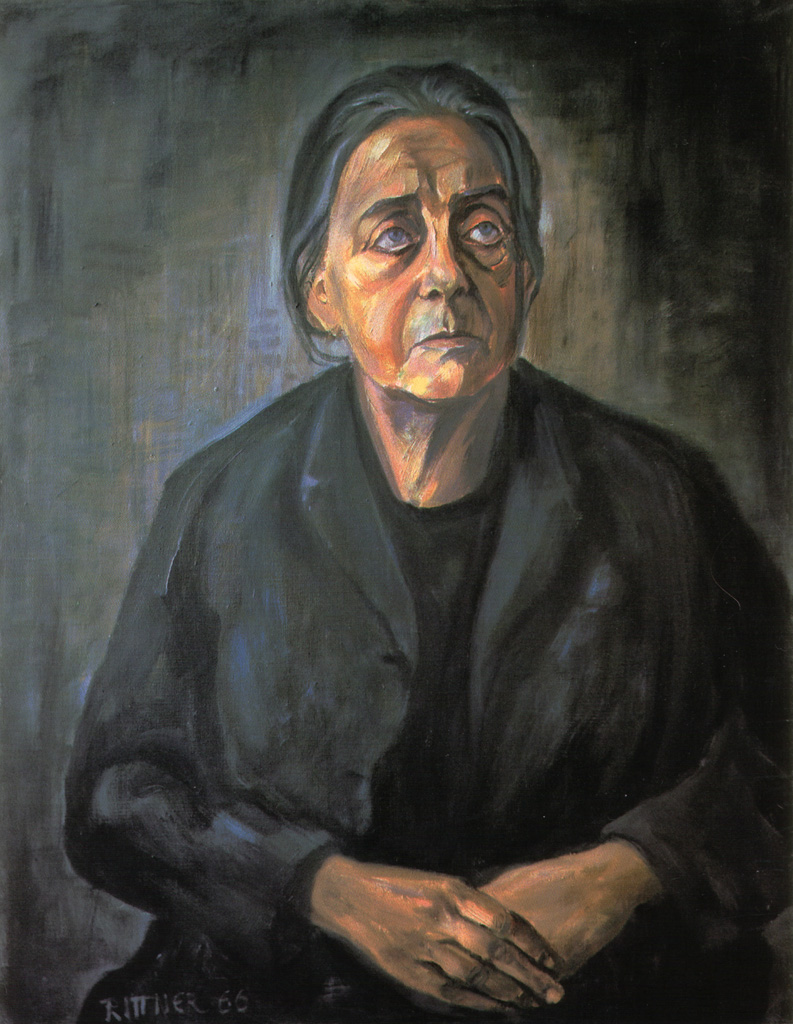
Therese Giehse in der Rolle der Mutter Courage, Porträt von Günter Rittner, 1966

Während der Zeit von 1937 bis 1966 war Giehse am Schauspielhaus Zürich sowohl als festes Ensemblemitglied wie auch als Gast engagiert. Sie spielte die Hauptrolle in der Brecht-Uraufführung von Mutter Courage und ihre Kinder am 19. April 1941 und wirkte im Stück Herr Puntila und sein Knecht Matti am 23. April 1948 ebenso mit. Am 22. September 1949 spielte sie in der ersten Premiere nach ihrer Emigration an den Kammerspielen in München in Der Biberpelz von Gerhart Hauptmann mit. Von 1949 bis 1952 war Giehse Mitglied am Berliner Ensemble und von 1949 bis 1973 auch an den Münchner Kammerspielen engagiert.
Am Zürcher Schauspielhaus wirkte Giehse in den Uraufführungen von Friedrich Dürrenmatts Theaterstücken Der Besuch der alten Dame (in der Hauptrolle) am 29. Januar 1956 sowie in Die Physiker am 21. Februar 1962 mit. Die Komödie wurde ihr vom Autor gewidmet. Dürrenmatt machte zu diesem Stück die Aussage, dass er den ursprünglich männlichen Anstaltsleiter nach einem Gespräch mit Therese Giehse in einen weiblichen geändert habe. Eine Aussage, die er später jedoch relativierte.

Premierenfeier zu Frank der Fünfte, Therese Giehse, Friedrich Dürrenmatt, Maria Becker, im Hintergrund: Peter Schifferli, Foto: Comet Photo, ETH-Bibliothek, 19. März 1959

An den Kammerspielen in München wirkte sie am 4. Oktober 1967 in der Uraufführung von Die Landshuter Erzählungen von Martin Sperr mit.

## Theater (Auswahl)

### Uraufführungen
- 1933: Die Dummheit in Exiltheater »Die Pfeffermühle«, Uraufführung im Hotel Hirschen in Zürich, 30. September 1933
- 1941: Mutter Courage, Hauptrolle in Mutter Courage und ihre Kinder von Bertolt Brecht, Uraufführung im Schauspielhaus Zürich, 19. April 1941
- 1948: Schmuggleremma in Herr Puntilla und sein Knecht Matti von Bertolt Brecht, Uraufführung im Schauspielhaus Zürich, 23. April 1948
- 1953 Celestina in Don Juan oder Die Liebe zur Geometrie von Max Frisch, Uraufführung im Schauspielhaus Zürich, 5. Mai 1953
- 1956: Claire Zachanassian, Hauptrolle in Besuch der alten Dame von Friedrich Dürrenmatt, Uraufführung im Schauspielhaus Zürich, 29. Januar 1956
- 1962: Fräulein Dr. h. c. Dr. med. Mathilde von Zahnd, weibliche Hauptrolle in Die Physiker von Friedrich Dürrenmatt, Uraufführung im Schauspielhaus Zürich, 21. Februar 1962

### Weitere Rollen
- 1951: Frau Fielitz in Der Biberpelz und Roter Hahn von Gerhart Hauptmann, Regie: Egon Monk, Berliner Ensemble im Deutschen Theater Berlin
  - Schauspielhaus Zürich, 24. März 1951
- 1952: Marthe Rull und Regie in Der zerbrochne Krug von Heinrich von Kleist, Berliner Ensemble im Deutschen Theater Berlin

## Filmografie (Auswahl)

### Kino
- 1928: Wenn die Schwalben heimwärts ziehn
- 1930: Der Fremdenlegionär[11]
- 1932: Lene, Friedl und Anny[12]
- 1932: Die Zwei vom Südexpress[13]
- 1932: Die verkaufte Braut – Regie: Max Ophüls
- 1940: Die missbrauchten Liebesbriefe
- 1941: Menschen, die vorüberziehen – Regie: Max Haufler
- 1942: Das Gespensterhaus – Regie: Franz Schnyder
- 1945: Die letzte Chance – Regie: Leopold Lindtberg
- 1947: The Mark of Cain
- 1948: Anna Karenina – Regie: Julien Duvivier
- 1952: Herz der Welt – Regie: Harald Braun
- 1952: Vater braucht eine Frau – Regie: Harald Braun
- 1953: Muß man sich gleich scheiden lassen? – Regie: Hans Schweikart
- 1955: Kinder, Mütter und ein General – Regie: László Benedek
- 1955: Roman einer Siebzehnjährigen – Regie: Paul Verhoeven
- 1956: Zärtliches Geheimnis – Regie: Wolfgang Schleif
- 1957: Die Angst vor der Gewalt (Der 10. Mai)
- 1958: Petersburger Nächte
- 1958: Mädchen in Uniform – Regie: Géza von Radványi
- 1960: Sturm im Wasserglas
- 1973: Lacombe, Lucien (Lacombe Lucien) – Regie: Louis Malle
- 1975: Black Moon – Regie: Louis Malle

### Fernsehen
- 1961: Die Unterrichtsstunde
- 1963: Wassa Schelesnowa – Regie: Egon Monk
- 1963: Haben – Regie: Rolf Hädrich
- 1964: Die Physiker – Regie: Fritz Umgelter
- 1965: Der Sündenbock – Regie: Fritz Umgelter
- 1966: Der Brecht-Abend der Giehse
- 1969: Sturm im Wasserglas – Regie: Theodor Grädler
- 1970: Die Mutter
- 1974: Münchner Geschichten – Regie: Helmut Dietl
- 1975: Weitere Aussichten … – Regie: Franz Xaver Kroetz

## Hörspiele
- 1932: Die heilige Johanna der Schlachthöfe von Bertolt Brecht
- 1940: (Ursendung) und 1974 Das Verhör des Lukullus von Bertolt Brecht
- 1953/1955: Novelle von Johann Wolfgang von Goethe, Hörspielbearbeitung und Regie: Max Ophüls, ISBN 3-89584-025-4
- 1958: Der Biberpelz von Gerhart Hauptmann[14]
- 1973: Lemsomd (bairisch für Lebensabend) von Dieter Kühn/Martin Sperr. Inhalt: Monolog einer alten Frau, die auf einer Bank im Park eines Altersheims sitzt und immer gesprächiger wird. Als Podcast/Download im BR Hörspiel Pool.[15]

## Diskografie
- Ein Bertolt-Brecht-Abend mit Therese Giehse 1. Folge
- Ein Bertolt-Brecht-Abend 2. Folge
- Ein Bertolt-Brecht-Abend 3. Folge
- Therese Giehse spricht Dürrenmatt (mit Friedrich Dürrenmatt)
- Die Mutter (3 LP)
- Weitere Aussichten

## Auszeichnungen und Würdigungen
Am 24. Juni 1955 erhielt Giehse das Filmband in Silber für ihre Rolle in dem Spielfilm Kinder, Mütter und ein General.
Am 10. November 1988 kam eine Briefmarke der Dauermarken-Serie Frauen der deutschen Geschichte im Nennwert von 100 Pfennig Michel-Nr. 1390 mit einem Porträt Giehses an die Postschalter. Da es sich bei dem Wert der Marke seinerzeit um das Standardporto für Briefe handelte, wurde Giehse hierdurch nochmals einer größeren Öffentlichkeit bekannt.
In München wurde 1975 die Therese-Giehse-Allee in Neuperlach nach ihr benannt (die 1980 der U-Bahn-Station Therese-Giehse-Allee ihren Namen gab), in Unterschleißheim 1995 die Therese-Giehse-Realschule. In Zürich-Oerlikon existiert eine Therese-Giehse-Strasse. Im Hamburger Bezirk Bergedorf ist im Stadtteil Neuallermöhe ebenfalls eine Straße nach ihr benannt, der Therese-Giehse-Bogen. Auch in Berlin-Spandau gibt es eine Therese-Giehse-Straße. Germering hat den Therese-Giehse-Platz nach ihr benannt.
Der Intercity 815 Wismar–München trug 1998/1999 ihren Namen.
Unter der Intendantin Barbara Mundel widmeten die Münchner Kammerspiele 2020 der Schauspielerin eine der drei Spielstätten als „Therese-Giehse-Halle“.
Eine bedeutende Würdigung erfuhr die Schauspielerin durch den deutschen Bundesverband Schauspiel, der im September 2021 den von ihm jährlich vergebenen Theaterpreis ab sofort in Therese-Giehse-Preis umbenannte. Erster Preisträger wurde der Schauspieler und Autor Klaus Pohl für sein Hörbuch Sein oder Nichtsein.

### Fotogalerie „Würdigungen“

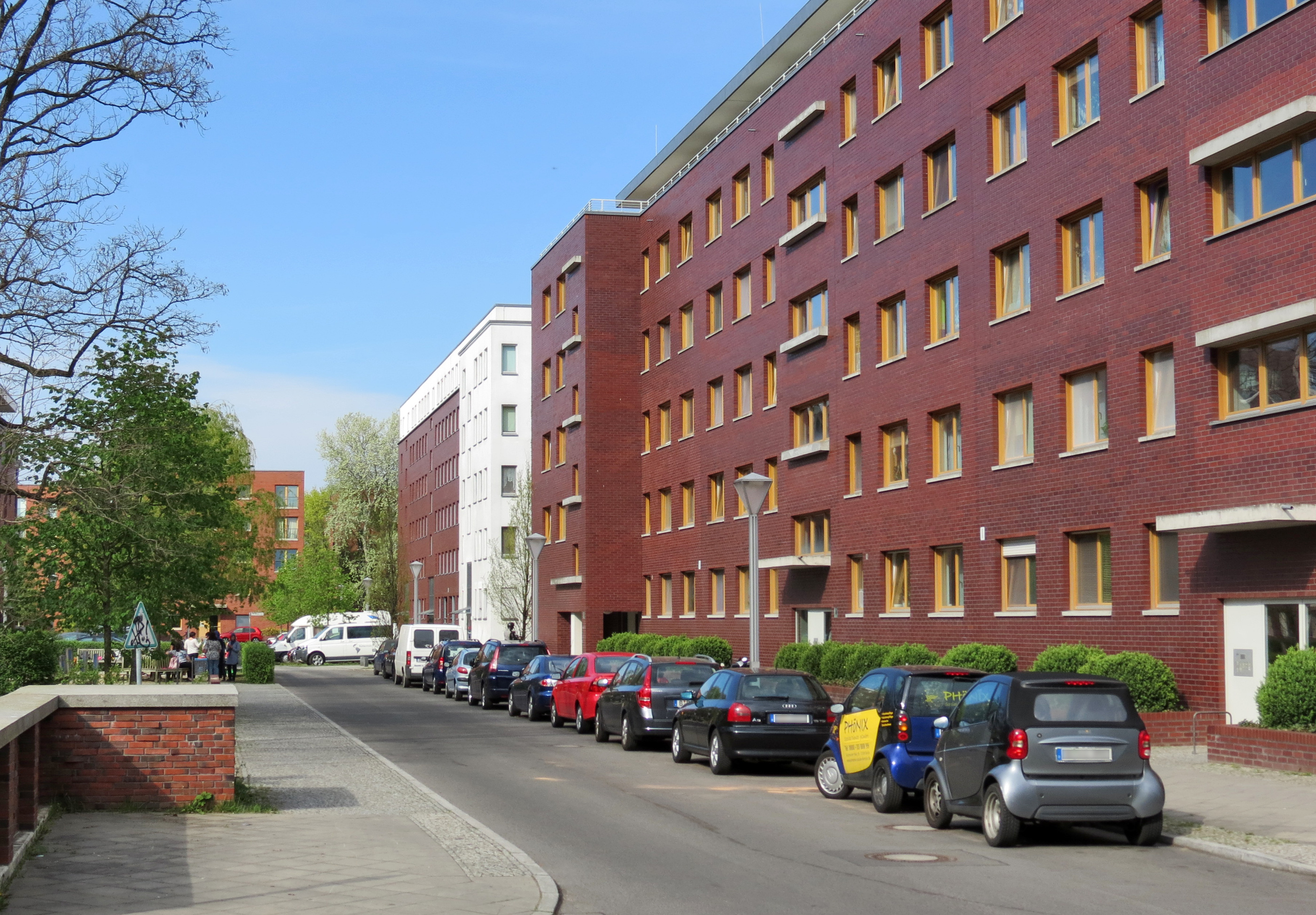
Therese-Giehse-Straße, Berlin-Haselhorst
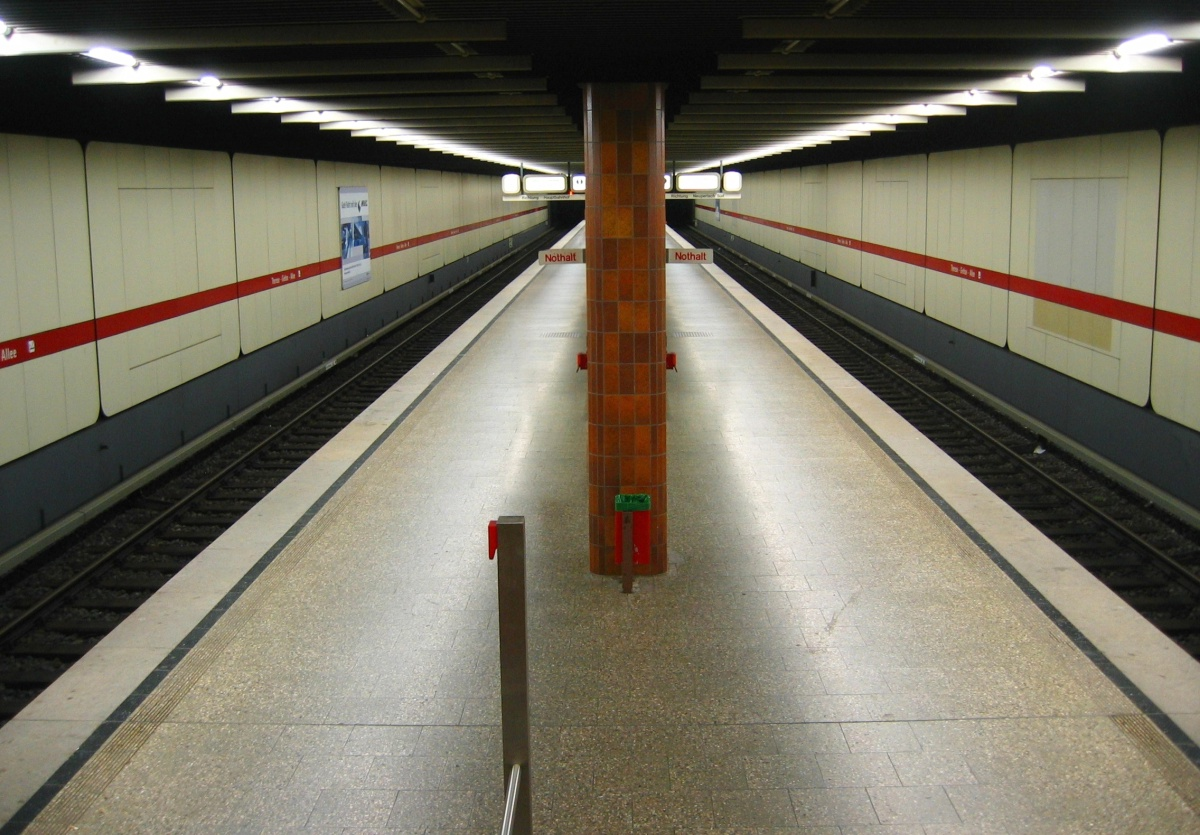
U-Bahnhof Therese-Giehse-Allee, München
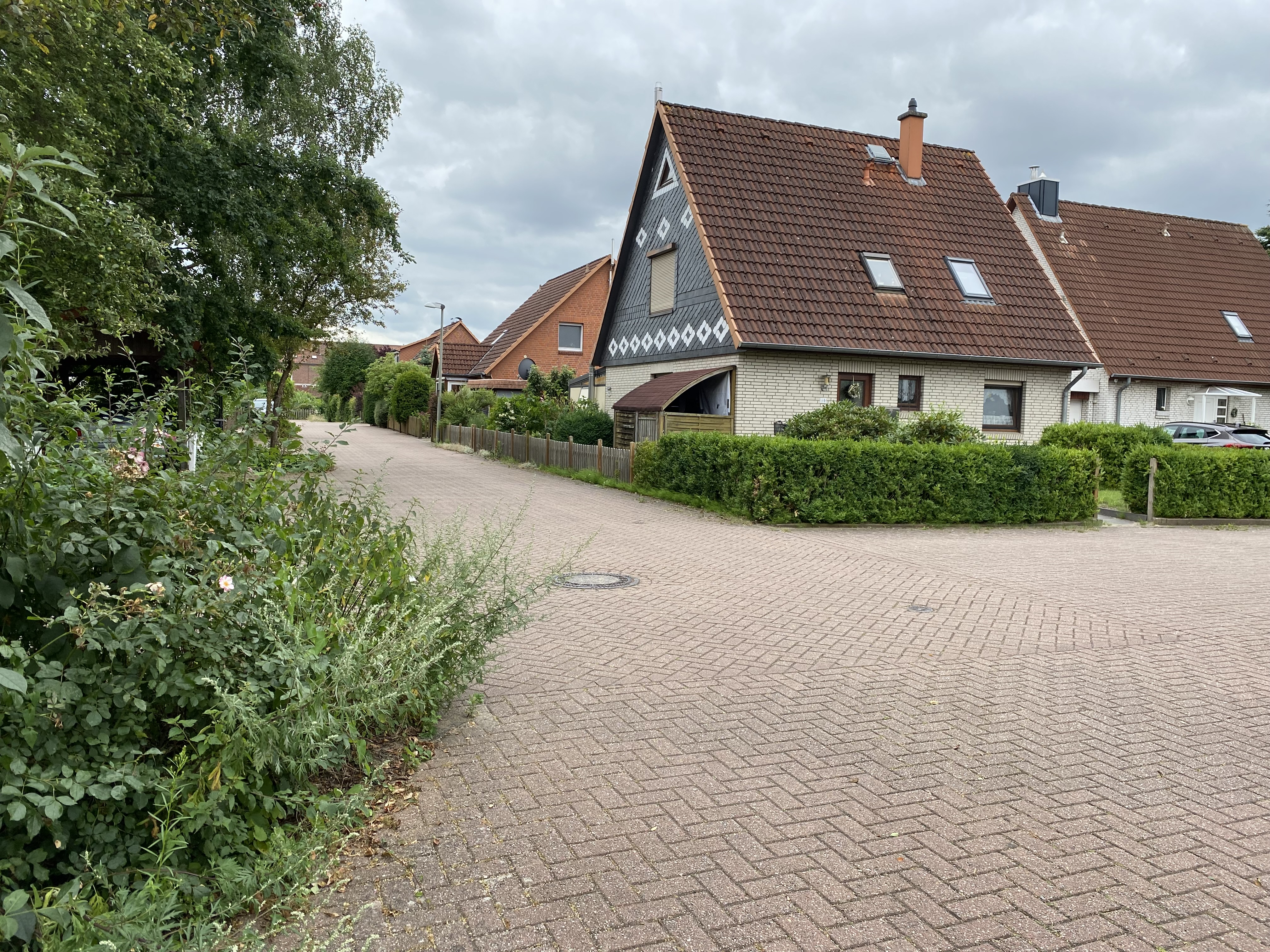
Therese-Giehse-Bogen, Hamburg-Neuallermöhe
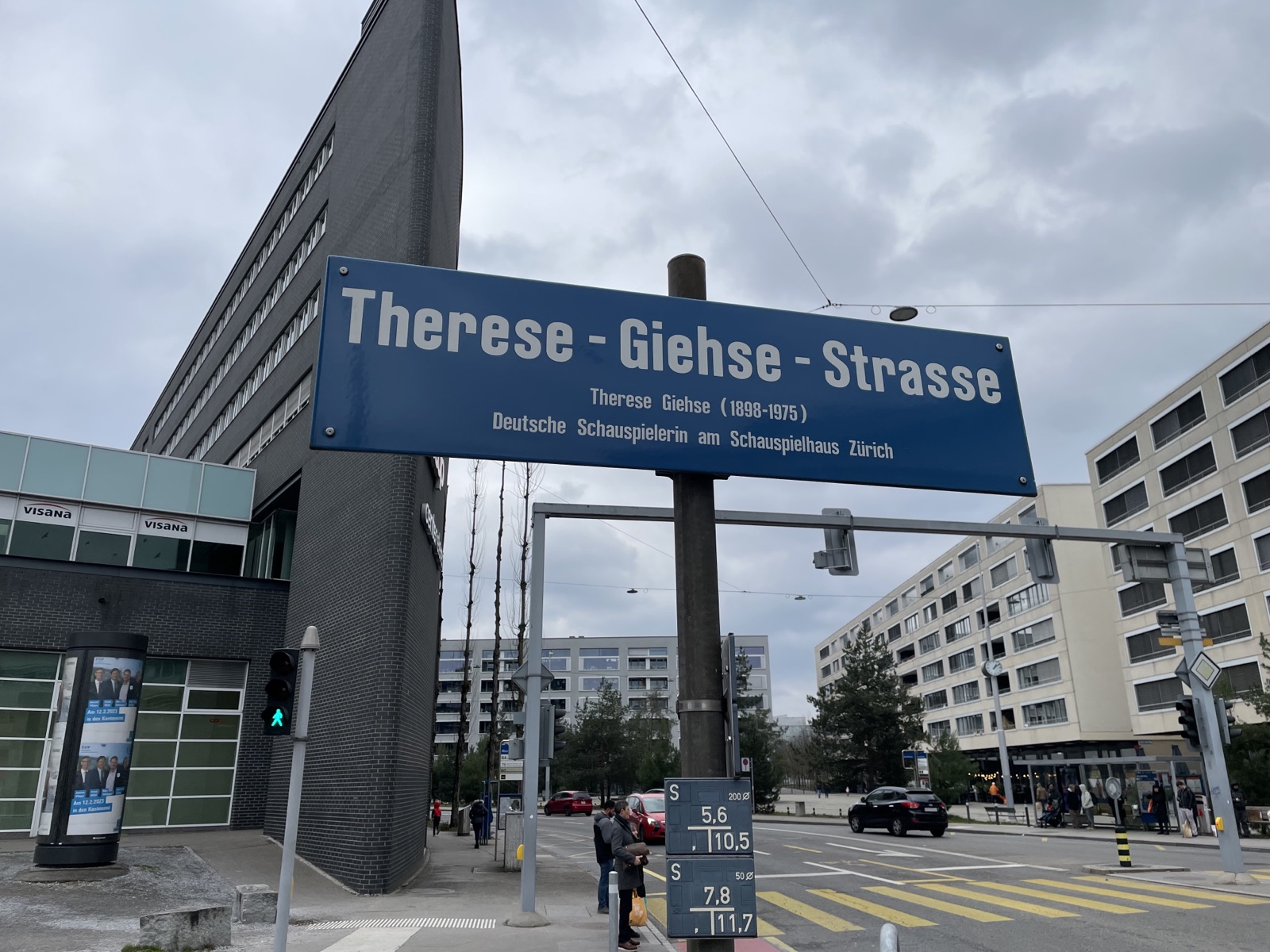
Therese-Giehse-Strasse, Zürich

## Nachlass
Der schriftliche Nachlass von Therese Giehse liegt im Literaturarchiv der Monacensia im Hildebrandhaus.